# Når verden bli'r min
"Når verden bli'r min" er en sang fra den danske poprock-gruppe Bifrost, skrevet af Tom Lundén fra gruppen. Sangen udgjorde den ene side af gruppens femte single fra 1981; på den anden side var "Kan jeg nå dig", skrevet af Ida Klemann. Begge sangene var med på albummet Kassen & hjertet fra samme år. Singlen udkom på Mercury Records.
"Når verden bli'r min " var også med på gruppens andet opsamlingsalbum, Rippet & flået (2006) og det delvise opsamlingsalbum Hjerte til salg (1997).

## Musikere
Gruppens besætning på Kassen & hjertet, hvorfra sangen stammer, var følgende:
- Ida Klemann
- Knut Henriksen
- Jeppe Reipurth
- John Teglgaard
- Mikael Miller
- Tom Lundén